# GRECE
El Groupement de Recherche et d'Études pour la Civilisation Européenne (Grup de Recerca i d'Estudis per a la Civilització Europea"), més conegut pel seu acrònim GRECE, és un laboratori d'idees etnonacionalistes francès, fundat el 1968 per promoure les idees de la Nouvelle Droite. GRECE va ser fundat per Alain de Benoist.Altres membres destacatas del think tank són Guillaume Faye i Jean-Yves Le Gallou.
GRECE és profundament oposat al multiculturalisme, a la democràcia liberal, al capitalisme, i es distingeix d'altres organitzacions conservadores pel seu rebuig explícit al cristianisme i pel seu suport del neopaganisme. El grup defensa una revolució conservadora que apunta a rejuvenir el concepte d'identitat pan-europea nacionalista, mentre donant suport a la preservació i separació de cultures i grups ètnics a nivell mundial. Els membres han conceptualitzat i difós idees influents en la ultradreta Occidental, com les de etnopluralisme i arqueofuturisme.

## Publicacions
GRECE edita dues revistes, Éléments i Nouvelle École. William H. Tucker i Bruce Lincoln han descrit Nouvelle École com la versió francesa del Mankind Quarterly", i l'historiador James G. Shields les ha descrit com la versió francesa de la revista alemanya Neue Anthropologie.

## Ideologia
Inicialment, GRECE va agafar en préstec diversos temes ja presents a Europe-Action: anticristianisme i elitisme, una noció pan-racial del nacionalisme europeu i fer servir el darwinisme social, argumentant una definició biològica per definir una cultural de l'alteritat. Entre 1962 i 1972, els membres centrals del que seria GRECE van abraçar un europeisme, que segons Taguieff i Griffin, "encara era en clau d'arianisme biològic associat amb el 'Missatge d'Uppsala' obertament neonazi i la publicació d'Europa." Entre 1972 i 1987, sota la influència d'Armin Mohler i la revolució conservadora, aquest discurs es va substituir progressivament per un enfocament cultural de l'alteritat basat en un rebuig nietzscheà a l'igualtarisme i una crida a una palingènesi europea (renaixement heroic) a través d'un retorn al ancestrals "valors indoeuropeus". Una tercera fase ideològica, del 1984 al 1987, va desplaçar-se cap al tercer món, el renaixement d'allò sagrat i l'etnopluralisme.

### Etnopluralisme
El grup mostra una hostilitat cap a les societats multiculturals, vistes com una forma d'"etnocidi", i posa l'accent en els drets dels grups sobre els individus. GRECE està en contra tant de la immigració com de la "remigració", afavorint en canvi la separació dels diferents grups ètnics i culturals dins de França. Els elements culturals estrangers significatius dins d'un grup haurien de ser assimilats culturalment en un procés d'homogeneïtzació cultural. Tot i que s'oposa a la democràcia liberal, GRECE no és inherentment antidemocràtica i demana una forma localitzada del que anomena "democràcia orgànica".

### Metapolítica
Influïts pel pensador marxista Antonio Gramsci, GRECE pretén infondre lentament la societat amb les seves idees amb l'esperança d'aconseguir l'hegemonia cultural, anomenada de vegades "gramscisme de dretes". La metapolítica és definida per Guillaume Faye com la "difusió social d'idees i valors culturals amb l'objectiu de provocar una transformació política profunda i a llarg termini", i per l'antic president de GRECE Jacques Marlaud com "qualsevol treball de reflexió o anàlisi, qualsevol difusió d'idees, qualsevol pràctica cultural susceptible d'influir en la societat política a llarg termini, ja no es tracta d'assumir el poder sinó de proporcionar als governants un aliment ideològic, filosòfic i cultural que pugui configurar (o contradir) les seves decisions.
El 1974, els membres de GRECE Jean Mabire, Maurice Rollet, Jean-Claude Valla i Pierre Vial van fundar l'organització d'escoltisme Europe-Jeunesse per difondre les idees i els valors de la Nouvelle Droite entre els joves.

### Arqueofuturisme
L'arqueofuturisme és un concepte inventat per Guillaume Faye l'any 1998 i definit com la conciliació de la tecnologia i les ciències amb els "valors arcaics". Faye va descriure l'arqueofuturisme com un "construccionisme vitalista" i va afirmar que "arcaic" s'hauria d'entendre en el significat grec antic de la paraula archè, és a dir, "el començament" o "la base".

## Organització
Presidents:
- 1968–1974: Maurice Rollet.[13][14]
- 1974–1984: Roger Lemoine.[14]
- 1984–1986: Jean Varenne.[14]
- 1987–1991: Jacques Marlaud.[14]
- 1991–1992: Michel Marmin.[15]
- 1992–2013: Jean-Claude Jacquard.[16]
- 2013–present: Michel Thibault.[cal citació]

Secretaris generals:
- 1968–1974: Alain de Benoist.[14]
- 1974–1978: Jean-Claude Valla.[14]
- 1978–1984: Pierre Vial.[14]
- 1984–1986: Jean-Claude Cariou.[14]
- 1986–1991: Gilbert Sincyr.[14]
- 1990–????:Xavier Marchand[14]

## Membres destacats
- Alain de Benoist (1968–present), cofundador
- Pierre Vial (1968–1986), cofundador, segon director de la revista Éléments.[14][17]
- Giorgio Locchi (1968–?), cofundador.
- Maurice Rollet (1968–?), cofundador.
- Jean-Claude Valla (1968–1986), cofundador.[11][14]
- Dominique Venner (1968–1971).
- Yvan Blot (1968–1974), fundador del Cercle Pareto, i cofundador del Carrefour de l'Horloge.
- Jean-Yves Le Gallou (1969–1974), cofundador del Carrefour de l'Horloge.[18]
- Jean Mabire (1970–?), membre del consell federal i de la comissió de tradicions.[19]
- Guillaume Faye (1970–1987; 1997–2000).[20]
- Michel Marmin, primer director de la revista Éléments.[17]
- Jean Varenne (1974–1986).[21][14]
- Jacques Marlaud.[14]